# Neptuno (mitologia)
Neptuno (português europeu) ou Netuno (português brasileiro) (AO 1990: Neptuno ou Netuno)
 é o deus romano  do mar, inspirado no deus grego  Posídon (ou Poseidon).

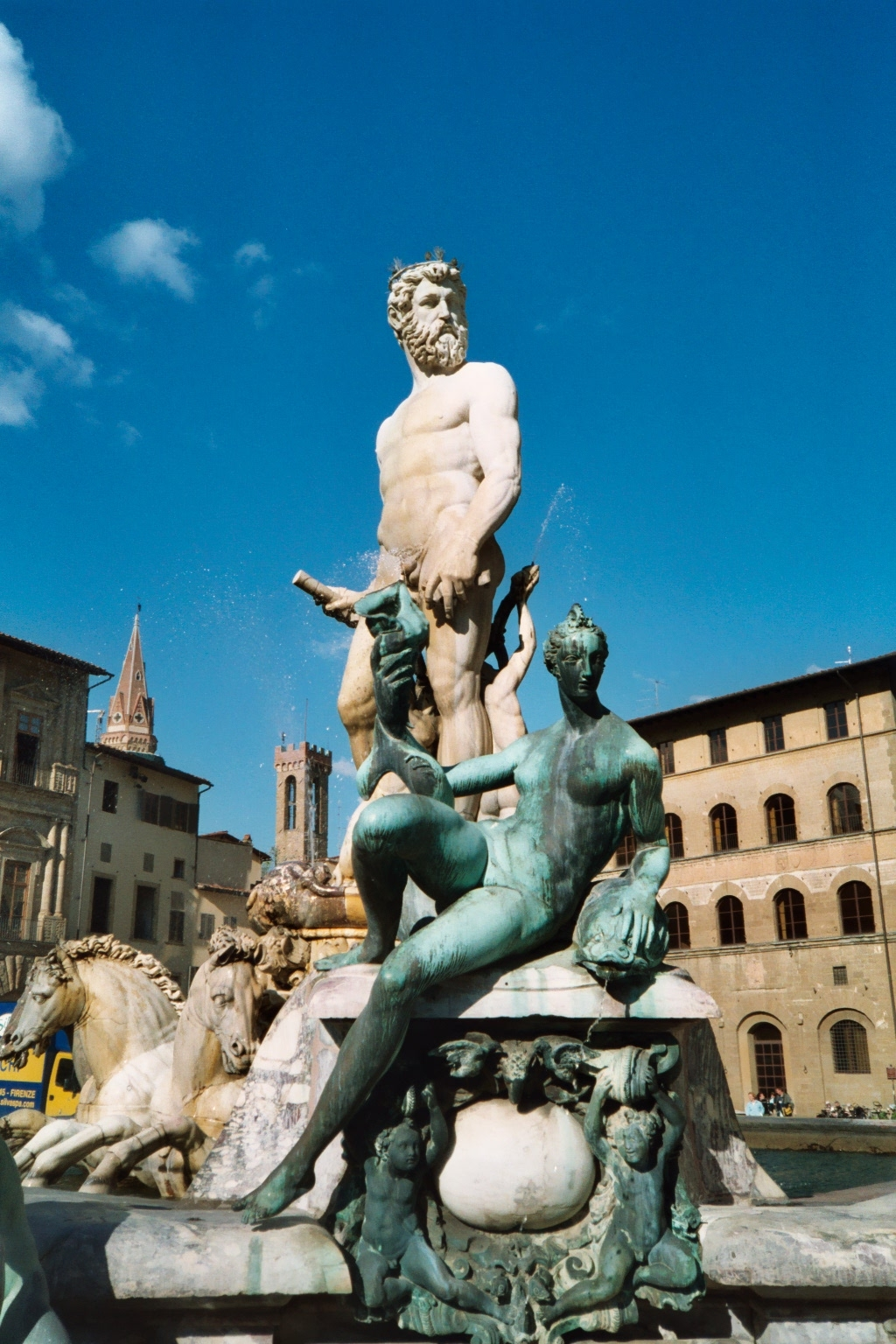
Neptuno representado numa fonte, na cidade italiana de Florença

Filho do deus Saturno e de Ops, irmão de Júpiter e de Plutão. Originariamente é o deus das fontes e das correntes de água, dos terremotos e criador dos cavalos.

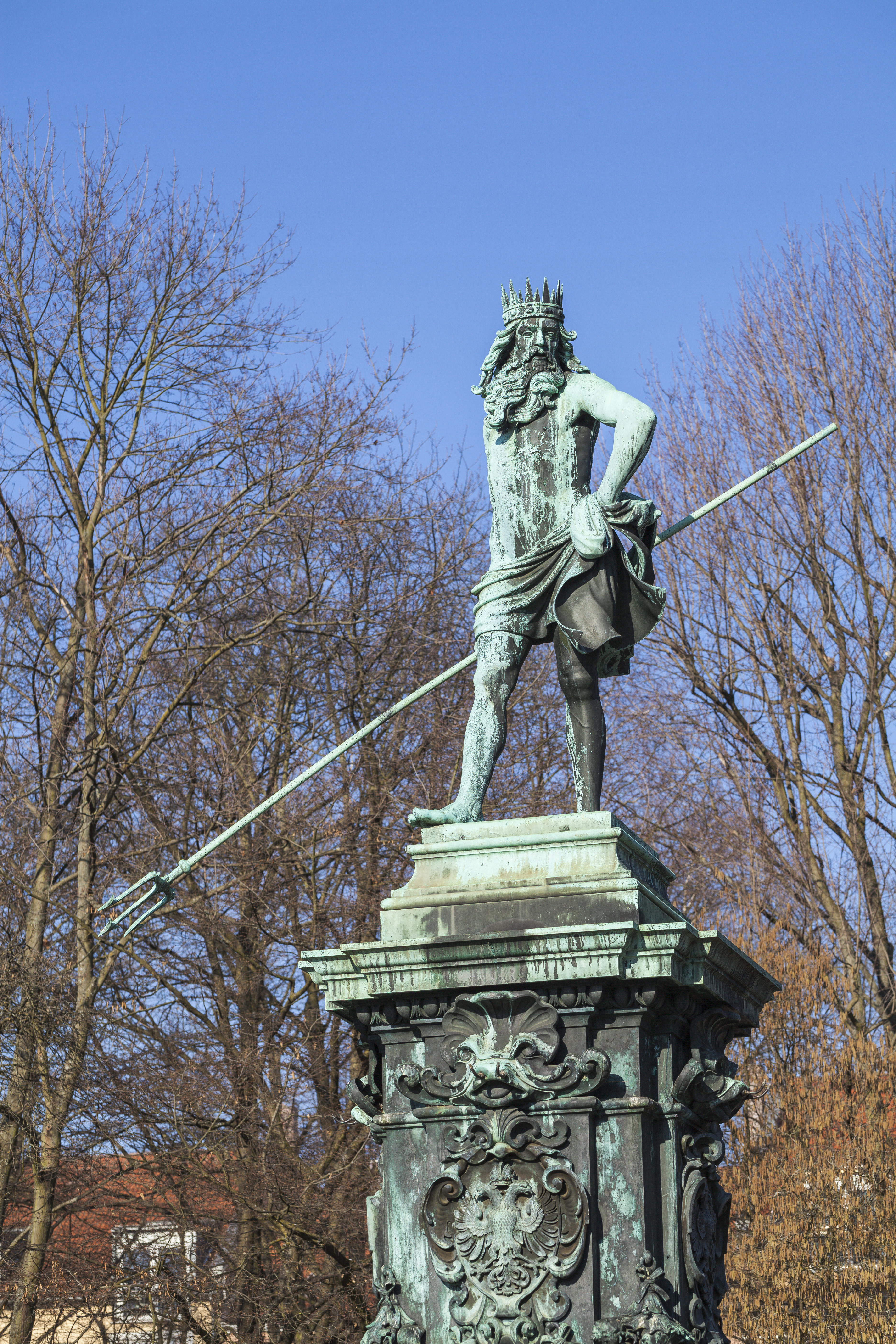
Neptuno na cidade de Nuremberg, Alemanha

Deus inseparável dos cavalos, senhor das ninfas e sereias, rios e fontes, tem ao seu lado sereias, nereidas e Tritão. Neptuno não veste roupas chiques, já que sua aparência já é suficiente para demonstrar o seu poder. O deus romano tem o mar como sua morada, pode provocar as mais terríveis tempestades e tormentas, até as ondas mais pacíficas e tranquilas, e por isso é provocado com pouca frequência, apenas por motivos importantes.
Neptuno teve muitos amores, a maioria passageiros. Sua principal esposa foi Salácia (contraparte romana de Anfitrite) uma nereida, que lhe deu como filho o Tritão, monstros marinhos com rostos humanos barbados e com caudas como a dos golfinhos. Outras esposas foram Halia, Amimona, Teosa (que com ele teve Polifemo), Ceres, Medusa (com quem teve Pegaso e Crisaor) e Clito (que teve como filho mais velho Atlas).